# Suolahti (vik)
Suolahti är en vik i Finland. Den ligger i Valkeakoski i landskapet Birkaland, i den södra delen av landet, 120 km norr om huvudstaden Helsingfors.